# Paul A. Rothchild
Pour l’article ayant un titre homophone, voir Rothschild.
Paul Anthony Rothchild (18 avril 1935 - 30 mars 1995) est un important producteur de disque de la fin des années 1960 et du début des années 1970. Né en 1935 à Brooklyn (État de New York), il a grandi à Teaneck, dans le New Jersey. Il est diplômé de la Teaneck High School.
Sa carrière débute sur la scène folk de Boston. Il devient producteur pour la maison de disques de Jac Holzman, Elektra Records, en 1963.
Paul A Rothchild est principalement connu pour avoir produit tous les albums du groupe The Doors, excepté L.A. Woman, en raison de désaccords avec le groupe. Il a également produit albums et singles de Tom Rush, The Lovin' Spoonful, Tim Buckley et Janis Joplin, dont son dernier album, Pearl.
Il meurt en 1995 des suites d'un cancer du poumon.